# Donald Bradman
Sir Donald George Bradman (Cootamundra, 27 agosto 1908 – Kensington Park, 25 febbraio 2001) è stato un crickettista australiano.

## Caratteristiche
Giocò nel ruolo di battitore destrimano ed è generalmente considerato come il miglior giocatore di sempre in questo ruolo nel suo sport grazie ad una media battuta nel test cricket di 99,94.
Durante tutta la sua carriera mantenne sempre score molto elevati e fu da alcuni descritto "forte come tre battitori". Il suo talento spinse addirittura l'Inghilterra a sviluppare una controversa tattica per limitare le sue prestazioni.

## Carriera
Esordì nello Sheffield Shield con il New South Wales nel 1927 marcando 118 runs nel primo innings al debutto. Già l'anno seguente giocò per la prima volta con la nazionale Australiana contro l'Inghilterra a Brisbane e prima dei 22 anni fece alcuni record del mondo, alcuni dei quali tuttora imbattuti, divenendo ben presto un idolo sportivo dell'Australia durante il periodo di crisi economica dovuto alla grande depressione. Con la maglia dei NSW conquistò tre volte il titolo nazionale (1928-29, 1931-32 e 1932-33) e per cinque volte fu il miglior realizzatore della competizione (di cui quattro consecutive).
Nel 1934 passò al South Australia dove continuò a giocare ad altissimi livelli e conquistò altri due titoli nazionali prima della sosta forzata dovuta alla seconda guerra mondiale. Dopo la guerra le sue prestazioni iniziarono lentamente a calare e, sebbene comunque di alto livello, non ritornarono più ai livelli pre-bellici, tuttavia nel 1948 guidò come capitano la nazionale australiana in una tournée in Inghilterra dalla quale la squadra uscì imbattuta, facendo così conquistare il soprannome di "invincibili" al team; Bradman si ritirò dall'attività internazionale in quello stesso anno e definitivamente l'anno successivo.
Il 4 marzo 1949 ad Adelaide giocò l'ultima partita della sua carriera contro il Victoria.

## Dopo il ritiro
Dopo il suo ritiro dall'attività agonistica, mantenne una forte influenza nel campo del cricket divenendo selezionatore e scrittore di libri sull'argomento. Partecipò inoltre in veste di opinionista a diverse trasmissioni televisive e scrisse per alcuni giornali.
Occupò inoltre molteplici ruoli dirigenziali e fu anche presidente dell'Australian Cricket Board in due diversi periodi (1960–63 e 1969–72). Fu inoltre membro della commissione incaricata di ricomporre lo scisma causato dalla creazione della World Series Cricket.
Anche dopo il suo ritiro, nonostante il suo carattere schivo e distaccato, continuò a mantenere un'altissima reputazione presso gli australiani, tanto da venir definito nel 2001 dal primo ministro australiano John Howard "il più grande australiano vivente".
Dopo la morte della moglie nel 1997 Bradman iniziò a soffrire di sbalzi di umore e crisi depressive, contestualmente ebbe anche diversi problemi di salute. Nel dicembre del 2000 fu ricoverato in ospedale per una polmonite, tuttavia l'età avanzata peggiorò il quadro clinico e dopo aver perso le speranze i medici lo dimisero per poter tornare a casa in un sobborgo di Adelaide, dove morì il 25 febbraio all'età di 92 anni.

## Vita privata
Donald George Bradman è nato il 27 agosto 1908 a Cootamundra, nel Nuovo Galles del Sud. Era il figlio più giovane di Emily (nata Whatman) ed George Bradman. Bradman era di ancestria prevalentemente britannica, sebbene un bisnonno, Emanuel Sebastiano Denaro (noto anche come Emanuel Neich), fu uno dei primi immigrati italiani in Australia.
Durante la seconda guerra mondiale, prestò servizio nell'esercito australiano. Con il grado di tenente, era un supervisore dell'allenamento fisico. Tuttavia, lo sforzo lavorativo ha esacerbato i problemi muscolari e ha iniziato a soffrire di fibrosite. Bradman fu dimesso per motivi medici nel giugno del 1941. (In alcune occasioni soffrì di fibrosi per il resto della sua carriera di cricket.) Sorprendentemente, alla luce delle sue capacità sportive, un test medico dell'esercito rivelò anche che Bradman aveva anche problemi alla vista.

## Palmares
- Sheffield Shield: 5
  - 3 New South Wales: 1928-29, 1931-32, 1932-33
  - 2 South Australia: 1935-36, 1938-39

- Miglior realizzatore di runs dello Sheffield Shield: 10
  - 5 New South Wales: 1928-29, 1929–30, 1930-31, 1931-32, 1933-34
  - 5 South Australia: 1935-36, 1936–37, 1937–38, 1939-40, 1947-48